# مونسة
مونسة هي قرية لبنانية من قرى قضاء عكار في محافظة الشمال. تقع في تجمع للقرى يسمى الدريب الأوسط.تابعة لجبل اكروم  على الحدود اللبنانية السورية
وهو نفس اسم قرية بمركز أشمون محافظة المنوفية بجمهورية مصر العربية يمر بها نهر النيل فرع رشيد.. يحدها من الشمال قرية شما، ومن الجنوب فرع رشيد وأتريس على البر الغربي منه، ومن الشرق قرية منشأة جريس، ومن الغرب قرية كفر الطراينة. يتميز أهل هذه القرية بطيب المعشر والأخلاق الريفية الحسنة.[بحاجة لمصدر]